# 古野弥生
古野 弥生（ふるの やよい）は、1960年（昭和35年）の 『ミス・ユニバース・ジャパン』であり、同年のミス・ユニバース世界大会でも 『トップ15』に入賞した。

## 経歴
出身は福岡県福岡市で、小学校は福岡市立春吉小学校に通った。
香蘭女学院高等部1年のとき、東映の「すばらしいむすめ」に選ばれる。同3年のとき「ミス・ウール」に選ばれる。
1960年（昭和35年）6月10日、安保闘争でハガチー事件が起こった日に東京体育館で開かれた、“ミスコンの日本代表を選ぶ大会”に福岡代表として出場し、ミス・ユニバース日本代表に選ばれた。
現地時間7月9日、アメリカ・フロリダ州のマイアミビーチ で行われたミス・ユニバース1960に出場した。そこで古野はセミファイナルに進出、『トップ15』に入賞した。当時は無職の19歳であった。
新日本証券などに勤めた後、1969年（昭和44年）不動産業を営む男性と結婚し、1974年（昭和49年）2月に32歳で娘を出産した。

## 補足
古野と同県人で同世代の漫画家・松本零士の『新竹取物語 1000年女王』のヒロイン・雪野弥生と一字違いであるが、両者の関連は不明である。